# Nogarole Vicentino
Nogarole Vicentino ist eine nordostitalienische Gemeinde (comune) mit 1231 Einwohnern (Stand 31. Dezember 2023) in der Provinz Vicenza in Venetien. Die Gemeinde liegt etwa 20 Kilometer westnordwestlich von Vicenza im Valle del Chiampo.